# Charles Palliser
Charles Palliser (ur. 11 grudnia 1947 w stanie Massachusetts) – amerykański pisarz.
Charles Palliser studiował na uczelniach w Wielkiej Brytanii, Stanach Zjednoczonych oraz Szwajcarii. Następnie wykładał literaturę współczesną oraz twórcze pisarstwo na uniwersytetach w Glasgow, Londynie i New Jersey. Od 1990 poświęcił się wyłącznie pisarstwu.

## Twórczość
- Kwinkunks (The Quincunx) (1989)
- The Sensationist (1991)
- Zmory z dalekiej przeszłości (The Unburied) (1999)